# Live at the Marquee
Live at the Marquee je EP uživo izdanje američkog progresivnog metal sastava Dream Theater snimano u "The Marquee Club" koncertnom klubu u Londonu 1993. godine.

## Popis pjesama

### Europsko izdanje
| Br. | Skladba                                         | Tekstopisac    | Skladatelj    | Trajanje |
| --- | ----------------------------------------------- | -------------- | ------------- | -------- |
| 1.  | »Metropolis Pt. 1: The Miracle and the Sleeper« | John Petrucci  | Dream Theater | 9:36     |
| 2.  | »A Fortune in Lies«                             | Petrucci       | Dream Theater | 5:10     |
| 3.  | »Bombay Vindaloo«                               | (instrumental) | Dream Theater | 6:48     |
| 4.  | »Surrounded«                                    | Kevin Moore    | Dream Theater | 6:00     |
| 5.  | »Another Hand" "The Killing Hand«               | Petrucci       | Dream Theater | 10:30    |
| 6.  | »Pull Me Under«                                 | Moore          | Dream Theater | 8:42     |

### Japansko izdanje
| Br. | Skladba                                         | Tekstopisac    | Skladatelj    | Trajanje |
| --- | ----------------------------------------------- | -------------- | ------------- | -------- |
| 1.  | »Metropolis Pt. 1: The Miracle and the Sleeper« | Petrucci       | Dream Theater | 9:36     |
| 2.  | »A Fortune in Lies«                             | Petrucci       | Dream Theater | 5:10     |
| 3.  | »Bombay Vindaloo«                               | (instrumental) | Dream Theater | 6:48     |
| 4.  | »Another Day«                                   | Petrucci       | Dream Theater | 4:37     |
| 5.  | »Another Hand" "The Killing Hand«               | Petrucci       | Dream Theater | 10:30    |
| 6.  | »Pull Me Under«                                 | Moore          | Dream Theater | 8:42     |

## Rang na glazbenim ljestvicama
| ljestvica | najbolji rang |
| --------- | ------------- |
| Japan     | #36           |
| Italija   | #57           |

## Izvođači
- James LaBrie – vokali
- John Petrucci – gitara
- John Myung – bas-gitara
- Mike Portnoy – bubnjevi
- Kevin Moore – klavijature

## Vanjske poveznice
- Službene stranice Dream Theatera  Arhivirana inačica izvorne stranice od 20. siječnja 2009. (Wayback Machine) - Live at the Marquee